# Drie-eenheidskerk in Chochlovka
De Kerk van de Heilige Drie-eenheid in Chochlovka (Russisch: Церковь Троицы Живоначальной в Хохлах, Tserkov Troitsy Zjivonatsjalnoj v Chochlach) is een Russisch-orthodoxe Kerk in het Centraal Administratieve Okroeg van Moskou. De kerk bevindt zich in het district Basmanny, in het oostelijke deel van de Witte Stad. De kerk behoort tot Driekoningendecanaat van het bisdom Moskou. Het hoofdaltaar is gewijd aan de heilige Drie-eenheid en er zijn kapellen gewijd aan het Vladimir icoon van de Moeder Gods en Dimitri van Rostov.

## Geschiedenis
De toevoeging Chochlovka slaat op de Oekraïners die vroeger het gebied bewoonden nadat Oekraïne in de XVIIe eeuw bij Rusland werd gevoegd. Zij werden destijds door Moskovieten vanwege hun haardracht "chochly" (Russisch: хохол) genoemd. De kerk werd reeds genoemd in 1625 en de huidige kerk werd gebouwd in de 1696. Een brand verwoestte de kerk in 1737. Tijdens de bezetting van Moskou door de troepen van Napoleon was de Drie-eenheidskerk een van de tien kerken waar de viering van erediensten werden toegestaan.

## Sovjetperiode
In 1929 werd de kerk gesloten door de bolsjewieken en bleef voor een lang periode leeg staan terwijl het gebouw steeds meer verviel. Sinds de jaren 1970 werd de kerk geleidelijk gerestaureerd waarbij er zelfs weer een kruis op de kerk werd geplaatst. Gedurende de jaren 1980 werd in de voormalige kerk een instituut voor Geofysica gevestigd.

## Heropening
De kerk keerde terug naar de Russisch-orthodoxe Kerk in 1992 en vormt sinds 1998 een zelfstandige parochie (tot die tijd vormde de kerk een parochie met de nabijgelegen Vladimirkerk).